# Martin Škrtel
Martin Škrtel (kiejtése: 'martin 'ʃkrcɛl) (Nyitrabánya, 1984. december 15. –) szlovák válogatott labdarúgó, középső védő, nemzeti válogatottjának csapatkapitánya volt.

## Pályafutás
Škrtel gyerekkorában a szlovák sporthagyományokhoz híven jégkorongozott, de később a labdarúgást választotta, egyik példaképe Peter Dubovský volt. Eleinte az Prievidza csapatában játszott. A pályán elsősorban balszélső vagy csatár volt, végül 16 éves korában arra kérték a szlovák ifjúsági válogatottban, hogy legyen középhátvéd.

### Trenčín
Első profi szerződését a trencséni klubbal kötötte, ahol két szezon alatt csaknem 50 meccsen jutott szerephez.

### Zenyit Szankt-Petyerburg
Az orosz csapathoz 2004-ben csatlakozott, akikkel 2007-ben bajnoki címet ünnepelhetett.

### Liverpool
A következő év elején,  2008. január 11-én a szlovák hátvéd aláírt az angol "Vörösök"-höz, vételi ára 6 és fél millió font volt.
Škrtel hamar a kezdőcsapatba került, s a legtöbb mérkőzésen Carragherrel együtt alkotta a Liverpool védelmének tengelyét.
2008. október 5-én a Manchester City elleni idegenbeli bajnokin jobb térdében az egyik ínszalag megsérült. Az orvosi vizsgálatok szerint nem kellett megműteni, a védő leghamarabb azonban csak karácsony tájékán léphetett ismét pályára. Ez a Newcastle elleni 5–1-es győzelmi meccsen be is következett, amikor Škrtel beállt a 79. percben. Felépülése alatt a szintén sérült Arbeloa helyét Carragher vette át, így a védelem közepén leginkább Sami Hyypiä és Daniel Agger játszott.
Első gólját 2009. november 21-én szerezte a Manchester City ellen egy szabadrúgást követően.
2010. február 25-én az Unirea Urziceni elleni Európa-liga-meccsen jobb lábában eltört egy csont, a szezon további részében Agger és Kirjákosz vette át a posztját.
A következő, 2010–11-es évadra teljesen felépült és a Liverpool összes bajnokiján kezdett, az összesen 49 meccsen 2 gólt is lőtt.
Teljesítménye kiemelkedő volt a 2011–12-es szezonban, több fontos gólt is rúgott és a szurkolók megszavazták a csapat legjobb játékosának.
A 2012–13-as szezonban az idény végén visszavonuló legenda, Jamie Carragher és a kiváló formában játszó, az eddigiek során eddig Škrtelnél kevesebb lehetőséget kapó dán Daniel Agger játszottak a védelem közepén, így ő csereemberré vált. A 2013-as év végén Szlovákiában megszavazták az elmúlt esztendő legjobb játékosának.
2013 augusztusában megkörnyékezte őt a Napoli, azonban a Liverpool nem fogadta el az ajánlatban szereplő tízmillió fontos összeget. 2014 januárjában lejátszotta 200. mérkőzését a csapatban. A szezonban 36 első osztályú mérkőzésen szerepelt a kezdőcsapatban.
A 2014 decemberében, egy Arsenal elleni mérkőzésen megsérült a fején, azonban folytatta a mérkőzést, és a 97. percben győztes gólt fejelt. Ez volt az egyetlen találata a szezonban, összesen 48 mérkőzésen szerepelt.
Az ezt követő, 2015-16-os idény volt az utolsó, amelyet Liverpoolban töltött, 27 mérkőzésen lépett pályára, és egy gólt szerzett. 2016 júliusában a Fenerbache csapatához igazolt, a török klub ötmillió fontos vételárat fizetett érte.

### Fenerbache
Első szezonjában 31 bajnokin lépett pályára, összesen két gólt szerzett. Bár állítólag voltak kérők az első idényt követően, azonban a csapat kijelentette, hogy Skrtel nem fog távozni. A következő idényben 30 meccsen 3 gól, az azt követő, harmadik szezonban pedig 40 mérkőzés és egy találat fűződik a nevéhez. 2018 végén, illetve 2019 elején a Barcelonával is szóba hozták, azonban végül az Atalanta mellett döntött.

### Atalanta
2019. augusztus 9-én csatlakozott az olasz csapathoz, majd mindössze három hét után távozott. A klubnál töltött 24 nap alatt nem lépett pályára.

### İstanbul Başakşehir
2019. szeptember 2-án csatlakozott a Başakşehirhez. A csapatban eddig 22 mérkőzésen lépett pályára, melyeken négy gólt szerzett.

### Válogatott
Škrtel játszott Szlovákia ifjúsági válogatottaiban.
2004-ben debütált a felnőtt szlovák labdarúgó-válogatottban Japán ellen.
A 2010-es vb-selejtezők 10 meccséből Škrtel 6 meccsen szerepelt, s 1 gólt szerzett Észak-Írország ellen. A középhátvéd biztos tagja volt az első önálló szlovák vb-keretnek.
A dél-afrikai tornán a szlovák válogatott meglepetésre továbbjutott a csoportkörből, köszönhetően a címvédő Olaszország 3–2-es legyőzésének. A nyolcaddöntőben Hollandiától kaptak ki 2–1-re. Škrtel csapata mind a négy mérkőzését végigjátszotta.
Nemzeti mezszáma a 3-as volt.
2019 februárjában lemondta a válogatottságot.

## Díjak, elismerések

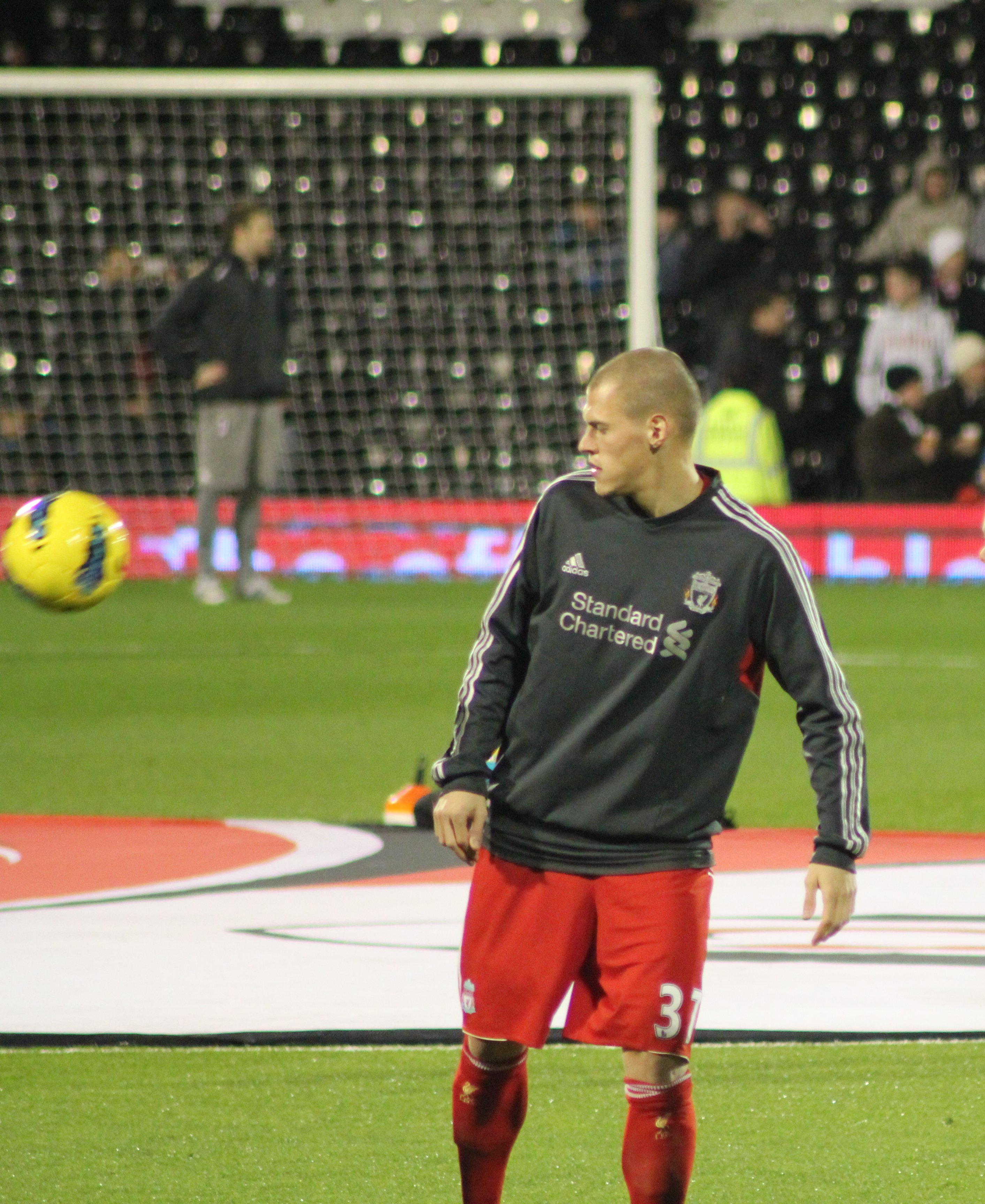
Škrtel bemelegít egy Fulham elleni meccs előtt 2011. december 5-én

### Csapatban
- Szlovák ifjúsági bajnok: 2001

Zenyit Szentpétervár
- Premjer-Liga (1): 2007

Liverpool
- Győztes
  - Angol Ligakupa (1): 2011–12
- Ezüstérmes
  - Premier League (1): 2008–09
  - FA-kupa (1): 2011–12

### Egyéni teljesítmény alapján
- Az év szlovák labdarúgója (4): 2007, 2008, 2011, 2012; második 2006-ban, negyedik 2009-ben
- Az orosz bajnokság 33 legjobb játékosának tagja (1): 3. helyezés bal oldali középhátvédként 2006-ban
- "A Szezon Játékosa" (Liverpool FC) (1): 2011–12

## Statisztika
Utolsó frissítés: 2013. június 20.
| Klub             | Szezon    | Corgoň Liga    | Corgoň Liga    | Slovenský Pohár | Slovenský Pohár | —        | —        | UEFA  | UEFA | Egyéb | Egyéb | Összesen | Összesen |
| Klub             | Szezon    | Meccs          | Gól            | Meccs           | Gól             | Meccs    | Gól      | Meccs | Gól  | Meccs | Gól   | Meccs    | Gól      |
| ---------------- | --------- | -------------- | -------------- | --------------- | --------------- | -------- | -------- | ----- | ---- | ----- | ----- | -------- | -------- |
| Trenčín          | 2002–03   | 11             | 0              | ?               | ?               | —        | —        | —     | —    | —     | —     | 11 (?)   | 0 (?)    |
| Trenčín          | 2003–04   | 34             | 0              | ?               | ?               | —        | —        | —     | —    | —     | —     | 34 (?)   | 0 (?)    |
| Trenčín összes   | 2002–2004 | 45             | 0              | ?               | ?               | —        | —        | —     | —    | —     | —     | 45 (?)   | 0 (?)    |
| Klub             | Szezon    | Premjer-Liga   | Premjer-Liga   | Orosz kupa      | Orosz kupa      | —        | —        | UEFA  | UEFA | Egyéb | Egyéb | Összesen | Összesen |
| Klub             | Szezon    | Meccs          | Gól            | Meccs           | Gól             | Meccs    | Gól      | Meccs | Gól  | Meccs | Gól   | Meccs    | Gól      |
| Zenyit           | 2004–05   | 7              | 0              | ?               | ?               | —        | —        | 5     | 0    | —     | —     | 12 (?)   | 0 (?)    |
| Zenyit           | 2005–06   | 18             | 1              | ?               | ?               | —        | —        | 9     | 0    | —     | —     | 27 (?)   | 1 (?)    |
| Zenyit           | 2006–07   | 26             | 1              | ?               | ?               | —        | —        | —     | —    | —     | —     | 26 (?)   | 1 (?)    |
| Zenyit           | 2007–08   | 23             | 1              | 2               | 0               | —        | —        | 5     | 0    | —     | —     | 30       | 1        |
| Zenyit összes    | 2004–2008 | 74             | 3              | 2 (?)           | 0 (?)           | —        | —        | 19    | 0    | —     | —     | 95 (?)   | 3 (?)    |
| Klub             | Szezon    | Premier League | Premier League | FA-kupa         | FA-kupa         | Ligakupa | Ligakupa | UEFA  | UEFA | Egyéb | Egyéb | Összesen | Összesen |
| Klub             | Szezon    | Meccs          | Gól            | Meccs           | Gól             | Meccs    | Gól      | Meccs | Gól  | Meccs | Gól   | Meccs    | Gól      |
| Liverpool        | 2007–08   | 14             | 0              | 1               | 0               | 0        | 0        | 5     | 0    | —     | —     | 20       | 0        |
| Liverpool        | 2008–09   | 21             | 0              | 2               | 0               | 0        | 0        | 7     | 0    | —     | —     | 30       | 0        |
| Liverpool        | 2009–10   | 19             | 1              | 2               | 0               | 2        | 0        | 4+2   | 0+0  | —     | —     | 29       | 1        |
| Liverpool        | 2010–11   | 38             | 2              | 1               | 0               | 0        | 0        | 10    | 0    | —     | —     | 49       | 2        |
| Liverpool        | 2011–12   | 34             | 2              | 5               | 1               | 6        | 1        | —     | —    | —     | —     | 45       | 4        |
| Liverpool        | 2012–13   | 25             | 2              | 1               | 0               | 0        | 0        | 7     | 0    | —     | —     | 33       | 2        |
| Liverpool összes | 2008–     | 151            | 7              | 12              | 1               | 8        | 1        | 35    | 0    | —     | —     | 206      | 9        |
| Összesen         | 2002–     | 270            | 10             | 14 (?)          | 1 (?)           | 8        | 1        | 54    | 0    | —     | —     | 346 (?)  | 12 (?)   |

## Családja
Martin három testvér közül a legfiatalabb, egy bátyja és egy nővére van, Dušan illetve Marcela.
Felesége 2012 júniusa óta Barbora Lovasova, akitől 2011. október 7-én fia született, Matteo.